# Der magische Effekt
Der magische Effekt war eine Fernsehsendung des SDR in Zusammenarbeit mit dem Fernsehsender arte über die Kunst des Zauberns.

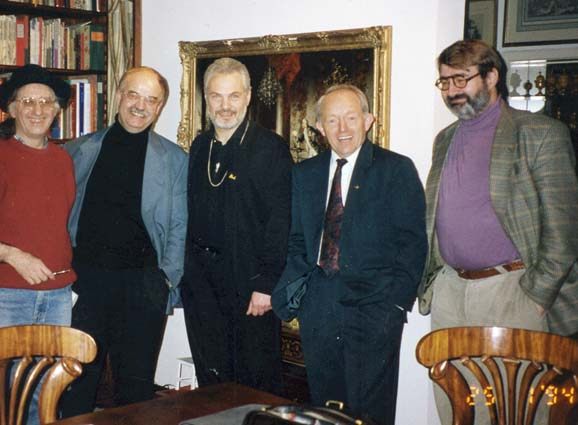
Das Team (v. li.): Juan Tamariz, Volker Huber, Wittus Witt, Paul Daniels, Peter Krieg.

## Inhalt
In dem 45 Minuten langen Film erzählen und diskutieren die Zauberkünstler Paul Daniels, Volker Huber, Juan Tamariz und Wittus Witt über das Wesen der Zauberkunst. Dabei zaubern sie zum Teil selbst und zum anderen Teil werden Filmausschnitte mit historischen Aufnahmen gezeigt.

## Hintergrund
Die Idee zu dieser Dokumentation stammte von dem Filmemacher und Drehbuchautor Peter Krieg. Er hatte zunächst für das Projekt den Zauberkünstler David Copperfield vorgesehen und als Berater Wittus Witt. Witt machte den Vorschlag, europäische Zauberkünstler dafür einzuladen.
Die Dreharbeiten fanden in den Arbeitsräumen von Volker Huber am 24. und 25. Januar 1994 statt.